# گوکینگن
گوکینگن (به آلمانی: Gückingen) یک شهر در آلمان است که در Verbandsgemeinde Diez واقع شده‌است. گوکینگن ۱٬۰۶۸ نفر جمعیت دارد.